# جاناتان گروف
جاناتان درو گروف (به انگلیسی: Jonathan Drew Groff) (زادهٔ ۲۶ مارس ۱۹۸۵) خواننده و بازیگر تئاتر، سینما و تلویزیون آمریکایی است. او برنده یک جایزه گرمی و دوبار نامزد جایزه تونی است.
معروف‌ترین حضور وی در تئاتر، بیداری بهاری و معروف‌ترین حضورش در تلویزیون، بازی در نقش جسی سنت جیمز در مجموعه تلویزیونی گلی و بازی در سریال شکارچی ذهن است. از نقش‌های دیگر او می‌توان به بازی در مجموعه تلویزیونی در جستجو و صداپیشگی انیمیشن یخ زده و یخ‌زده ۲ اشاره کرد. او همچنین در فیلم به دست آوردن وودستاک بازی کرده‌است. او همچنین در تئاتر موزیکال همیلتون در نقش شاه جرج سوم حضور دارد.

## زندگی شخصی
گروف آشکارا همجنس‌گرا است. وی مدتی با زکری کینتو در رابطه بود. آن‌ها در سال ۲۰۱۳ به رابطه‌شان پایان دادند. او از سال ۲۰۱۸ با طراح رقص نیوزلندی کوری بیکر در رابطه است.